# Pedostrangalia tricolorata
Pedostrangalia tricolorata là một loài bọ cánh cứng trong họ Cerambycidae.